# Zig (Programmiersprache)
Zig ist eine seit 2016 von Andrew Kelley entwickelte und seit 2020 von der Zig Software Foundation übernommene Multiparadigmen-Systemprogrammiersprache. Der Compiler kann C/C++-Bibliotheken direkt importieren und Header-Dateien für diese Sprachen bei der Kompilierung generieren. Die direkt ausführbaren Binärdateien werden in der Ursprungsimplementation durch ein LLVM-Backend erzeugt.
Die Sprache kommt ohne Präprozessor aus und zeigt durch das Attribut comptime (für engl. compile-time, „(zur) Kompilierzeit“) auf, wie durch Auswertung von Ausdrücken zur Kompilierzeit generische Typen einfacher geschrieben werden können, und dabei laufzeitoptimierter Code entsteht. Bei der Fehlerbehandlung und Parallelausführung lehnt es sich an Go an. Im Gegensatz zu anderen Erweiterungen von C können neue und alte Module frei gemischt werden und erlauben so eine graduelle Umstellung. Die Laufzeitbibliothek wurde nicht erweitert – es genügt eine libc-Implementierung. Auf Betriebssystemen mit stabilen Syscall-Interfaces (wie z. B. Linux) kann Zig auch völlig ohne libc laufen.

## Beispiele

### Hello World
```
const
 
std
 
=
 
@import
(
"std"
);

const
 
stdout
 
=
 
std
.
io
.
getStdOut
();

pub
 
fn
 
main
()
 
!
void
 
{

    
try
 
stdout
.
writeAll
(
"Hello, World!
\n
"
);

}

```

### Generische Verlinkte Listen
```
pub
 
fn
 
main
()
 
void
 
{

    
var
 
node
 
=
 
LinkedList
(
i32
).
Node
 
{

        
.
prev
 
=
 
null
,

        
.
next
 
=
 
null
,

        
.
data
 
=
 
1234
,

    
};

    
var
 
list
 
=
 
LinkedList
(
i32
)
 
{

        
.
first
 
=
 
&
node
,

        
.
last
 
=
 
&
node
,

        
.
len
 
=
 
1
,

    
};

}

fn
 
LinkedList
(
comptime
 
T
:
 
type
)
 
type
 
{

    
return
 
struct
 
{

        
pub
 
const
 
Node
 
=
 
struct
 
{

            
prev
:
 
?*
Node
,

            
next
:
 
?*
Node
,

            
data
:
 
T
,

        
};

        
first
:
 
?*
Node
,

        
last
:
  
?*
Node
,

        
len
:
   
usize
,

    
};

}

```